# Allomengea dentisetis
Allomengea dentisetis é uma espécie de aranhas da família Linyphiidae encontradas na América do Norte, Quirguistão, China, Mongólia e Japão.